# Футбол в Гамбии
Футбол в Гамбии — самый популярный вид спорта в стране. Гамбийская футбольная федерация образована в 1952 году, а в 1966 году Гамбия стала членом КАФ и в 1968 году членом ФИФА. В стране разыгрывается чемпионат, кубок и суперкубок.

## Турниры

### Мужские

#### Первый дивизион ГФА-лиги
Первый дивизион ГФА-лиги или Чемпионат Гамбии по футболу — высший турнир среди профессиональных футбольных клубов Гамбии, разыгрываемый с 1969 года. В сезоне 2023 в нём участвовало 16 клубов, а победителем стал «Реал де Банжул».  Наиболее титулованный «Уоллидан» (16 раз).

#### Второй дивизион ГФА-лиги
Второй дивизион ГФА-лиги — второй высший турнир среди футбольных клубов Гамбии, разыгрываемый с 1969 года. В сезоне 2023 в нём участвовало 18 клубов, а победителем стал «ТМТ ФА».

#### Третий дивизион ГФА-лиги
Третий дивизион ГФА-лиги — третий высший турнир среди футбольных клубов Гамбии.

#### Кубок
Кубок Гамбии по футболу — второй по значимости футбольный турнир в Гамбии, разыгрываемый с 1965 года. В сезоне 2021/22 его выиграл «Уоллидан». Наиболее титулованный «Уоллидан» (24 раза).

#### Суперкубок
Суперкубок Гамбии по Футболу — футбольный трофей в Гамбии, который разыгрывают чемпион и обладатель Кубка, разыгрывается с 1999 года. В сезоне 2022 его выиграл «Банжул Хоукз». Наиболее титулованы «Уоллидан», «Реал де Банжул» и «ГАМТЕЛ» (по 4 раза).

### Женские

#### Первый дивизион Национальной футбольной лиги
Первый дивизион Национальной футбольной лиги — высший женский турнир среди профессиональных женских футбольных клубов Гамбии. В нём участвуют 6 клубов.

#### Второй дивизион Национальной футбольной лиги
Второй дивизион Национальной футбольной лиги — второй высший женских турнир среди женских футбольных клубов Гамбии. В нём участвуют 5 клубов.

## Национальные сборные

### Мужские

#### Основная
Национальная сборная Гамбии по прозвищу «Скорпионы» управляется Футбольной федерацией Гамбии. Они никогда не квалифицировались на чемпионат мира. На Кубке африканских наций 2021 года Гамбия впервые вышла во второй раунд соревнований.

#### До 23 лет
Юношеская сборная Гамбии до 23 лет управляется Футбольной федерацией Гамбии.

#### До 20 лет
Юношеская сборная Гамбии до 20 лет управляется Футбольной федерацией Гамбии.

#### До 17 лет
Юношеская сборная Гамбии до 17 лет управляется Футбольной федерацией Гамбии. Они являются двукратным победителем кубка Африки по футболу среди юношей до 17 лет, выигрывали в 2005 и 2009 годах.

### Женские

#### Основная
Национальная женская сборная Гамбии управляется Футбольной федерацией Гамбии.

#### До 23 лет
Девичья сборная Гамбии до 23 лет управляется Футбольной федерацией Гамбии.

#### До 20 лет
Девичья сборная Гамбии до 20 лет управляется Футбольной федерацией Гамбии. Они вышли в финал Кубка африканских наций среди девушек до 20 лет.

#### До 17 лет
Девичья сборная Гамбии до 17 лет управляется Футбольной федерацией Гамбии.

## Стадионы
| Стадион     | Расположение | Вместимость |
| ----------- | ------------ | ----------- |
| Индепенденс | Бакау        | 28000       |
| Бокс-Бар    | Банжул       | 10000       |

## Футболисты
См. Футболисты Гамбии

## Клубы
См. Футбольные клубы Гамбии